# Segundo cinturón de circunvalación de Madrid
El segundo cinturón de circunvalación de Madrid, históricamente conocido como la Ronda o el Paseo de Ronda, también conocido en el siglo xxi como M-20, es un conjunto de vías urbanas que formaban un anillo inconcluso alrededor del ensanche de Madrid desarrollado entre finales del siglo xix y principios del xx. Podría considerarse la segunda circunvalación de la ciudad, entre el primer cinturón (o M-10) y la M-30.

## Historia
El proyecto de ensanche decimonónico de Madrid planteaba originalmente un gran vial de circunvalación denominado paseo de Ronda diseñado por el ingeniero Núñez Granés, que marcaba el límite del nuevo desarrollo urbano de la ciudad, y que servía a su vez como área de esparcimiento y servicios para la nueva urbe. Para complementar su función, sobre todo en lo referente al control de entrada y salida de mercancías y el pago de impuestos, se preveía la construcción de un foso de 7 metros de ancho y 2,5 metros de profundidad en su lado exterior, salvo en aquellos tramos coincidentes con el río Manzanares, donde el mismo río cumpliría las funciones delimitadoras.
El rápido desarrollo de los arrabales establecidos más allá de la Ronda a finales del siglo xix, como fue el caso de Tetuán de las Victorias que luego daría nombre a todo un distrito madrileño, o Prosperidad y La Guindalera, que pasarían a ser barrios. Otro proceso determinante del trazado urbano en determinadas zonas fue el rápido desarrollo de las nuevas instalaciones ferroviarias e industriales entre el casco histórico de la ciudad y el río Manzanares, que produjeron un desigual e irregular desarrollo urbano del Ensanche; circunstancia que hace que mientras el trazado del paseo de Ronda sigue en buena medida el plan original en el arco norte y oeste (entre Cuatro Caminos y Pacífico), se encuentra desdibujado y no presenta un recorrido del todo continuo ni coherente a lo largo del río Manzanares o zona sur.
Además, el proyectado Paseo de Ronda quedó sin concluir en todo su primer tramo, entre el puente de los Franceses y la avenida de Reina Victoria, así como en el último tramo, es decir entre la calle de Pedro Bosch y la plaza de Italia.

## Trazado y tramos
Pedro de Répide recoge el itinerario del Paseo de Ronda diseñado por Núñez Granés, siguiendo este recorrido por barrios que han desaparecido o han cambiado su nombre: «Del Vado de Migas Calientes al pase del Molino, barrios de Lozoya, Bellas Vistas, Hipódromo, Cuatro Caminos, Monasterio, Prosperidad, Las Mercedes, Guindalera, Plaza de Toros, Gutemberg y Delicias. En los distritos de Universidad, Chamberí, Buenavista, Congreso y Hospital. Parroquias de los Ángeles, Pilar, Covadonga y Angustias».
Diferentes criterios y fuentes referenciales interpretativas en mayor o menor grado, llegan a incluir dentro de su trazado las siguientes vías urbanas, en el inicio del siglo xxi:
| Vía                                    | Inicio                                                    | Final                                                     | Longitud |
| -------------------------------------- | --------------------------------------------------------- | --------------------------------------------------------- | -------- |
| Paseo de San Francisco de Sales        | Plaza de Cristo Rey                                       | Calle del General Ibáñez de Íbero                         | 800 m    |
| Calle del General Ibáñez de Íbero      | Paseo de San Francisco de Sales                           | Avenida de la Reina Victoria                              | 300 m    |
| Avenida de la Reina Victoria           | Calle del General Ibáñez de Íbero                         | Glorieta de Cuatro Caminos                                | 550 m    |
| Calle de Raimundo Fernández Villaverde | Glorieta de Cuatro Caminos                                | Paseo de la Castellana, a la altura de Nuevos Ministerios | 1100 m   |
| Calle de Joaquín Costa                 | Paseo de la Castellana, a la altura de Nuevos Ministerios | Glorieta de López de Hoyos                                | 1200 m   |
| Calle de Francisco Silvela             | Glorieta de López de Hoyos                                | Plaza de Manuel Becerra                                   | 1700 m   |
| Calle del Doctor Esquerdo              | Plaza de Manuel Becerra                                   | Avenida de la Ciudad de Barcelona                         | 3100 m   |
| Calle de Pedro Bosch                   | Avenida de la Ciudad de Barcelona                         | Calle de Méndez Álvaro                                    | 800 m    |
| Avenida del Planetario                 | Calle de Méndez Álvaro                                    | Calle de Embajadores                                      | 1300 m   |